# Belgia na Letnich Igrzyskach Olimpijskich 1912
Belgię na Letnich Igrzyskach Olimpijskich 1912 reprezentowało 36 sportowców.

## Zdobyte medale
| Medal  | Zawodnik | Dyscyplina  | Konkurencja          |
| ------ | --- | ----------- | -------------------- |
| Złoto  | Paul Anspach | Szermierka  | Szpada indywidualnie |
| Złoto  | Gaston Salmon Henri Anspach Jacques Ochs Paul Anspach Robert Hennet Victor Willems                                               | Szermierka  | Szpada drużynowo     |
| Srebro | Polydore Veirman | Wioślarstwo | Jedynka              |
| Brąz   | Albert Durant Victor Boin Joseph Pletincx Oscar Grégoire Herman Donners Herman Meyboom Félicien Courbet Jean Hoffman Pierre Nijs | Piłka wodna | Turniej mężczyzn     |
| Brąz   | Emmanuel de Blommaert de Soye | Jeździectwo | Skoki indywidualnie  |
| Brąz   | Philippe Le Hardy de Beaulieu | Szermierka  | Szpada indywidualnie |

## Skład kadry

### Jeździectwo
| Konkurencja              | Zawodnik              | Koń        | Finał | Finał |
| Konkurencja              | Zawodnik              | Koń        | Wynik | Poz.  |
| ------------------------ | --------------------- | ---------- | ----- | ----- |
| Ujeżdżenie indywidualnie | Gaston de Trannoy     | Capricieux | 117   | 17.   |
| Ujeżdżenie indywidualnie | Emmanuel de Blommaert | Clonmore   | 135   | 21.   |

| Konkurencja         | Zawodnik                                             | Koń                          | Finał        | Finał          | Finał   |
| Konkurencja         | Zawodnik                                             | Koń                          | Punkty karne | Zdobyte punkty | Miejsce |
| ------------------- | ---------------------------------------------------- | ---------------------------- | ------------ | -------------- | ------- |
| Skoki indywidualnie | Emmanuel de Blommaert                                | Clomore                      | 5            | 185            | brąz    |
| Skoki indywidualnie | Guy Reyntiens                                        | Beau Soleil                  | 29           | 147            | 30.     |
| Skoki drużynowo     | Emmanuel de Blommaert Gaston de Trannoy Paul Convert | Clomore Capricieux La Sioute | –            | 510            | 6.      |

| Konkurencja        | Zawodnik                                                          | Koń         | Próba jeździecka    | Próba terenowa      | Bieg z przeszkodami      | Skoki                    | Ujeżdżenie               | Razem                     | Pozycja                   |
| ------------------ | ----------------------------------------------------------------- | ----------- | ------------------- | ------------------- | ------------------------ | ------------------------ | ------------------------ | ------------------------- | ------------------------- |
| WKKW indywidualnie | Paul Covert                                                       | La Sioute   | 10,00               | 9,85                | 10,00                    | 8,33                     | Nie stanął na starcie    | Nie ukończył konkurencji  | Nie ukończył konkurencji  |
| WKKW indywidualnie | Gaston de Trannoy                                                 | Capricieux  | 10,00               | 9,69                | 10,00                    | Dyskwalifikacja          | Nie ukończył konkurencji | Nie ukończył konkurencji  | Nie ukończył konkurencji  |
| WKKW indywidualnie | Emmanuel de Blommaert                                             | Clonmore    | 10,00               | Dyskwalifikacja     | Nie ukończył konkurencji | Nie ukończył konkurencji | Nie ukończył konkurencji | Nie ukończył konkurencji  | Nie ukończył konkurencji  |
| WKKW indywidualnie | Guy Reyntiens                                                     | Beau Soleil | 10,00               | Dyskwalifikacja     | Nie ukończył konkurencji | Nie ukończył konkurencji | Nie ukończył konkurencji | Nie ukończył konkurencji  | Nie ukończył konkurencji  |
| WKKW drużynowo     | Paul Covert Gaston de Trannoy Emmanuel de Blommaert Guy Reyntiens | jak wyżej   | punktacja jak wyżej | punktacja jak wyżej | punktacja jak wyżej      | punktacja jak wyżej      | punktacja jak wyżej      | Nie ukończyli konkurencji | Nie ukończyli konkurencji |

### Kolarstwo

#### Kolarstwo szosowe
| Zawodnik    | Konkurencja                    | Czas                     | Pozycja                  |
| ----------- | ------------------------------ | ------------------------ | ------------------------ |
| Jules Patou | jazda indywidualna na czas (m) | Nie ukończył konkurencji | Nie ukończył konkurencji |

### Lekkoatletyka
Konkurencje biegowe
| Konkurencja | Zawodnik         | Eliminacje | Eliminacje | Półfinał      | Półfinał      | Finał         | Finał         |
| Konkurencja | Zawodnik         | Wynik      | Miejsce    | Wynik         | Miejsce       | Wynik         | Miejsce       |
| ----------- | ---------------- | ---------- | ---------- | ------------- | ------------- | ------------- | ------------- |
| 100 m       | Léon Aelter      | b.d        | 2.         | b.d           | 2.            | Nie awansował | Nie awansował |
| 200 m       | Léon Aelter      | b.d        | 3.         | Nie awansował | Nie awansował | Nie awansował | Nie awansował |
| 1500 m      | François Delloye | b.d        | 4.         |               |               | Nie awansował | Nie awansował |

### Piłka wodna
Reprezentacja mężczyzn
| - Albert Durant - Herman Donners - Victor Boin - Herman Meyboom - Joseph Pletincx |  | - Oscar Grégoire - Félicien Courbet - Jean Hoffman - Pierre Nijs |

Reprezentacja Belgii zdobyła brązowy medal.

#### Turniej o złoty medal
I runda 
| 7 lipca 1912 | Wielka Brytania | 7:5 | Belgia |  |
|              |                 |     |        |  |

#### Turniej o srebrny medal
I runda 
| 10 lipca 1912 | Belgia | 6:5 | Węgry |  |
|               |        |     |       |  |

| 11 lipca 1912 | Belgia | 4:1 | Francja |  |
|               |        |     |         |  |

 II runda
| 15 lipca 1912 | Belgia | 5:4 | Cesarstwo Austrii |  |
|               |        |     |                   |  |

Mecz o srebrny i brązowy medal
| 16 lipca 1912 | Belgia | 2:4 | Szwecja |  |
|               |        |     |         |  |

### Pływanie
Mężczyźni
| Konkurencja       | Zawodnik         | Eliminacje      | Eliminacje      | Półfinał      | Półfinał      | Finał         | Finał         |
| Konkurencja       | Zawodnik         | Czas            | Miejsce         | Czas          | Miejsce       | Czas          | Miejsce       |
| ----------------- | ---------------- | --------------- | --------------- | ------------- | ------------- | ------------- | ------------- |
| 100 m dowolnym    | Jules Wuyts      | 1:13,6          | 4.              | Nie awansował | Nie awansował | Nie awansował | Nie awansował |
| 100 m dowolnym    | Herman Meyboom   | 1:15,4          | 3.              | Nie awansował | Nie awansował | Nie awansował | Nie awansował |
| 100 m grzbietowym | Oscar Grégoire   | Dyskwalifikacja | Dyskwalifikacja | Nie awansował | Nie awansował | Nie awansował | Nie awansował |
| 200 m klasycznym  | Félicien Courbet | 3:12,6          | 1.              | 3:11,6        | 5.            | Nie awansował | Nie awansował |
| 400 m klasycznym  | Félicien Courbet | 6:52,6          | 2.              | 6:59,8        | 4.            | Nie awansował | Nie awansował |

Kobiety
| Konkurencja    | Zawodnik           | Eliminacje | Eliminacje | Półfinał       | Półfinał       | Finał          | Finał          |
| Konkurencja    | Zawodnik           | Czas       | Miejsce    | Czas           | Miejsce        | Czas           | Miejsce        |
| -------------- | ------------------ | ---------- | ---------- | -------------- | -------------- | -------------- | -------------- |
| 100 m dowolnym | Claire Guttenstein | b.d        | 4.         | Nie awansowała | Nie awansowała | Nie awansowała | Nie awansowała |

### Szermierka
| Konkurencja          | Zawodnik                                                                           | 1 runda | 1 runda | 2 runda                                                                                     | 2 runda       | Półfinały                                                                       | Półfinały     | Finał | Finał          | Pozycja        |
| Konkurencja          | Zawodnik                                                                           | Przeciwnik | Wynik   | Przeciwnik                                                                                  | Wynik         | Przeciwnik                                                                      | Wynik         | Przeciwnik                                                                                                   | Wynik          | Pozycja        |
| -------------------- | ---------------------------------------------------------------------------------- | --- | ------- | ------------------------------------------------------------------------------------------- | ------------- | ------------------------------------------------------------------------------- | ------------- | --- | -------------- | -------------- |
| szpada indywidualnie | Victor Willems                                                                     | Hendrik de Iongh Ejnar Levison Sotirios Notaris Julius Lichtenfels Åke Grönhagen Gordon Alexander Pawieł Guworski |         | Nie awansował                                                                               | Nie awansował | Nie awansował                                                                   | Nie awansował | Nie awansował                                                                                                | Nie awansował  | Nie awansował  |
| szpada indywidualnie | Paul Anspach                                                                       | Petros Manos Jens Berthelsen Friedrich Schwarz Knut Enell Aleksandr Sołdatienkow Ahmed Hassanein                  |         | Jeorjos Petropulos Robert Montgomerie Jan de Beaufort Arthur Griez von Ronse Severin Finne  |               | Edgar Seligman Adrianus de Jong Gerald Ames Pál Rosty Miloš Klika               |               | Ivan Osiier Philippe Le Hardy de Beaulieu Léon Tom Einar Sörensen Edgar Seligman Victor Boin Martin Holt     | W P W          | złoto          |
| szpada indywidualnie | Léon Tom                                                                           | Konstandinos Kodzias Arthur Griez von Ronse Hans Bergsland Władimir Kajzer Fernando Correia Vilém Tvrzský         |         | Jeorjos Wersis Georg Branting Martin Holt Zdeněk Bárta Albertson Van Zo Post                |               | Einar Sörensen Petros Manos William Bowman Edgar Amphlett Zdeněk Vávra          |               | Ivan Osiier Philippe Le Hardy de Beaulieu Paul Anspach Einar Sörensen Edgar Seligman Victor Boin Martin Holt | P W            | 7.             |
| szpada indywidualnie | Jacques Ochs                                                                       | Edgar Seligman Miloš Klika Bjarne Eriksen Lew Martiuszew                                                          |         | František Kříž Edgar Amphlett Ejnar Levison Hans Thomson Lars Aas                           |               | Nie awansował                                                                   | Nie awansował | Nie awansował                                                                                                | Nie awansował  | Nie awansował  |
| szpada indywidualnie | Philippe Le Hardy de Beaulieu                                                      | Lars Aas Martin Holt Alfred Sauer Josef Javůrek Albertus Perk Walter Gates                                        |         | Sotirios Notaris William Bowman Miloš Klika Gawriił Bertrain Arthur Everitt                 |               | Jeorjos Petropulos Martin Holt Georg Branting Ejnar Levison Vilém Goppold Jr.   |               | Ivan Osiier Paul Anspach Victor Boin Einar Sörensen Edgar Seligman Léon Tom Martin Holt                      | P W P          | brąz           |
| szpada indywidualnie | Fernand de Montigny                                                                | Robert Montgomerie František Kříž Heinrich Schrader Marc Larimer Harald Platou                                    |         | Ivan Osiier Zdeněk Vávra Edgar Seligman Fredric Schenck Hendrik de Iongh                    |               | Nie awansował                                                                   | Nie awansował | Nie awansował                                                                                                | Nie awansował  | Nie awansował  |
| szpada indywidualnie | Victor Boin                                                                        | Arthur Everitt Sigurd Mathiesen Graeme Hammond Jacob van Geuns                                                    | W       | Vilém Goppold Jr. Trifon Triandafilakos Gustaf Lindblom Charles Van Der Byl Jens Berthelsen |               | Ivan Osiier Henri Anspach Gustaf Lindblom Robert Montgomerie František Kříž     |               | Ivan Osiier Philippe Le Hardy de Beaulieu Paul Anspach Einar Sörensen Edgar Seligman Léon Tom Martin Holt    | W P W P        | 4.             |
| szpada indywidualnie | Gaston Salmon                                                                      | Jan de Beaufort Louis Sparre Hans Thomson Percival Davson Josef Pfeiffer John MacLaughlin                         |         | Nie awansował                                                                               | Nie awansował | Nie awansował                                                                   | Nie awansował | Nie awansował                                                                                                | Nie awansował  | Nie awansował  |
| szpada indywidualnie | Marcel Berré                                                                       | Gustaf Lindblom Adrianus de Jong Jeorjos Wersis Sydney Martineau Hermann Plaskuda John Gignoux Hans Olsen         |         | Nie awansował                                                                               | Nie awansował | Nie awansował                                                                   | Nie awansował | Nie awansował                                                                                                | Nie awansował  | Nie awansował  |
| szpada indywidualnie | Henri Anspach                                                                      | Edgar Amphlett Fredric Schenck                                                                                    |         | Konstandinos Kodzias Adrianus de Jong Pál Rosty Karel Goppold Louis Sparre                  |               | Ivan Osiier Victor Boin Gustaf Lindblom Robert Montgomerie František Kříž       |               | Nie awansował                                                                                                | Nie awansował  | Nie awansował  |
| floret indywidualnie | Léon Tom                                                                           | Vilém Tvrzský Dezső Földes Dmitrij Kniażewicz Andreas Suttner                                                     | W       | Zoltán Schenker Nedo Nadi Gordon Alexander Marc Larimer Julius Lichtenfels                  |               | Nie awansował                                                                   | Nie awansował | Nie awansował                                                                                                | Nie awansował  | Nie awansował  |
| floret indywidualnie | Marcel Berré                                                                       | Johannes Adam Marc Larimer Edgar Amphlett Fieliks Leparski                                                        | W       | Pietro Speciale Dezső Földes Edgar Seligman Scott Breckinridge Josef Pfeiffer               |               | Nie awansował                                                                   | Nie awansował | Nie awansował                                                                                                | Nie awansował  | Nie awansował  |
| floret indywidualnie | Gaston Salmon                                                                      | Arthur Fagan Jens Berthelsen Graeme Hammond Julius Lichtenfels Gustaf Armgarth Władimir Kajzer                    |         | Nie awansował                                                                               | Nie awansował | Nie awansował                                                                   | Nie awansował | Nie awansował                                                                                                | Nie awansował  | Nie awansował  |
| floret indywidualnie | Fernand de Montigny                                                                | Francesco Pietrasanta Sotirios Notaris Lars Aas Ernest Stenson-Cooke John MacLaughlin Nikołaj Gorodiecki          | P W     | Edoardo Alaimo Béla Békessy Sherman Hall Axel Jöhncke Adolf Davids                          |               | Nie awansował                                                                   | Nie awansował | Nie awansował                                                                                                | Nie awansował  | Nie awansował  |
| floret indywidualnie | Victor Willems                                                                     | Sherman Hall Pietro Speciale Sydney Martineau Aleksandr Mordowin Hans Olsen Carl Personne                         |         | Ivan Osiier Péter Tóth Wilhelm Löffler Sotirios Notaris Harold Rayner                       |               | László Berti Sherman Hall Richard Verderber Fernando Cavallini Dezső Földes     |               | Nie awansował                                                                                                | Nie awansował  | Nie awansował  |
| floret indywidualnie | Paul Anspach                                                                       | Karl Hjorth Robert Montgomerie Oluf Berntsen Lew Martiuszew Christopher von Tangen Reinhold Trampler              | W       | László Berti Emil Schön Bjarne Eriksen Ejnar Levison Jacques Ochs                           |               | Nedo Nadi Béla Békessy Emil Schön Ivan Osiier Edgar Amphlett                    |               | Nie awansował                                                                                                | Nie awansował  | Nie awansował  |
| floret indywidualnie | Henri Anspach                                                                      | Bjarne Eriksen Richard Verderber Adrianus de Jong Anatolij Jakowlew Ahmed Hassanein                               |         | Fernando Cavallini Pál Pajzs Karl Hjorth Arthur Fagan Friedrich Golling                     |               | Pietro Speciale Robert Montgomerie Péter Tóth Julius Lichtenfels Béla Zulawszky |               | Nie awansował                                                                                                | Nie awansował  | Nie awansował  |
| floret indywidualnie | Jacques Ochs                                                                       | László Berti Heinrich Ziegler Lauritz Østrup Rudolf Cvetko František Kříž                                         |         | László Berti Paul Anspach Bjarne Eriksen Ejnar Levison Emil Schön                           |               | Nie awansował                                                                   | Nie awansował | Nie awansował                                                                                                | Nie awansował  | Nie awansował  |
| floret indywidualnie | Robert Hennet                                                                      | Fernando Cavallini Emil Schön George Breed Leonid Griniow Gunnar Böös                                             |         | Hermann Plaskuda Robert Montgomerie Richard Verderber Vilém Goppold Jr. Lauritz Østrup      |               | Edoardo Alaimo Edgar Seligman Pál Pajzs Zoltán Schenker Vilém Tvrzský           |               | Nie awansował                                                                                                | Nie awansował  | Nie awansował  |
| szabla drużynowo     | Henri Anspach Léon Tom Marcel Berré Philippe Le Hardy de Beaulieu Robert Hennet    | |         | Włochy · Imperium Rosyjskie                                                                 | - W           | Bohemia · Holandia · Wielka Brytania                                            | P W           | Nie awansowali                                                                                               | Nie awansowali | Nie awansowali |
| szpada drużynowo     | Henri Anspach Gaston Salmon Jacques Ochs Paul Anspach Robert Hennet Victor Willems | |         | Wielka Brytania · Imperium Rosyjskie                                                        | - W           | Szwecja · Grecja · Cesarstwo Niemieckie                                         | P W           | Wielka Brytania · Holandia · Szwecja                                                                         | W              | złoto          |

### Wioślarstwo
| Konkurencja           | Zawodnik                                                                                 | Runda 1 | Runda 1 | Ćwierćfinał | Ćwierćfinał | Półfinał      | Półfinał      | Finał         | Finał         | Pozycja       |
| Konkurencja           | Zawodnik                                                                                 | Czas    | M.      | Czas        | M.          | Czas          | M.            | Czas          | M.            | Pozycja       |
| --------------------- | ---------------------------------------------------------------------------------------- | ------- | ------- | ----------- | ----------- | ------------- | ------------- | ------------- | ------------- | ------------- |
| Jedynka               | Polydore Veirman                                                                         | 7:59,2  | 1.      | 7:52,0      | 1.          | 7:41,0        | 1.            | 7:56,0        | 2.            | srebro        |
| Czwórka ze sternikiem | Guillaume Visser Georges van den Bossche Edmond van Waes Georges Willems Leonard Nuytens | 7:15,0  | 1.      | b.d         | 2.          | Nie awansował | Nie awansował | Nie awansował | Nie awansował | Nie awansował |

### Zapasy
| Konkurencja                | Zawodnik          | Runda 1            | Runda 2          | Runda 3          | Runda 4          | Runda 5          | Runda 6          | Runda 7          | Finał            | Miejsce       |
| Konkurencja                | Zawodnik          | Przeciwnik Wynik   | Przeciwnik Wynik | Przeciwnik Wynik | Przeciwnik Wynik | Przeciwnik Wynik | Przeciwnik Wynik | Przeciwnik Wynik | Przeciwnik Wynik | Miejsce       |
| -------------------------- | ----------------- | ------------------ | ---------------- | ---------------- | ---------------- | ---------------- | ---------------- | ---------------- | ---------------- | ------------- |
| styl klasyczny waga ciężka | Laurent Gerstmans | Frans Lindstrand p | Emil Backenius p | Nie awansował    | Nie awansował    | Nie awansował    | Nie awansował    | Nie awansował    | Nie awansował    | Nie awansował |